# حسن سلابي
حسن سلابي (بالهولندية: Hassan Slaby)‏ ممثل هولندي من أصل مغربي اشتهر في المسلسل التلفزيوني الهولندي اسبانغس (بالهولندية SpangaS).

## الميلاد والنشأة
ولد حسن صلاح سلابي في مدينة أمستردام بهولندا في 13 نوفمبر / تشرين الثاني 1986 من والدين مغربيين الأصل. وترعرع في منطقة تقطنها مجموعة كبيرة من عائلات وأسر الجالية المغربية بالمدينة حيث تلقى فيها تعليمه في مرحلة الأساس والمرحلة الثانوية ثم درس الإقتصاد والإدارة في كلية أمستردام العليا. وبعد تخرجه فيها عمل في عدة مؤسسات تجارية وإعلامية من بينها مصرف آ.بي إن آمرو ABN Amro الهولندي، وتلفزيون آر. تي.إل RTL ، بهولندا قبل تحوله إلى فن التمثيل السينمائي.

## حياته المهنية
لعب سلابي دور شخصية «إيمان لوكيلي» (بالتهجئة الهولندية Eman Loukili) في أول عمل تمثيلي له في سبتمبر / أيلول 2010 في مسلسل «اسبانغس» التلفزيوني الهولندي الخاص بالشباب، وهي شخصية شاب مفعم بالمزاج المرح وروح الدعابة والنشاط والوعي الاجتماعي وسط تلاميذ مدرسة كلية اسبانغاليس الثانوية. ويحكي المسلسل قصة حياة تلاميذ المدرسة وما يجري وسطهم من مشاعر وانفعالات في أمور كالحب والغيرة والشجار ومساعدة المحتاجين وأعمال الخير. وتمّ بث أولى حلقات المسلسل الذي يتكون من 265 حلقة  على شاشة تلفزيون آر. تي. إل RTL الهولندي في 3 سبتمبر / أيلول 2007 م. كذلك لعب حسن سلابي دور الشاب حكيم في فيلم «الغاضب» (بالهولندية Razend) في عام 2011 وهو دراما من إنتاج شركة شوتينج استار وسيناريو كل من دك فان دن هوفل، وماريو بيترس. وفيلم «آف» Aaf وهو فيلم كوميدي للناشئين يقوم على نفس قصة الفيلم الأمريكي الكوميدي روزان من إخراج هانز سومرز وسيناريو يوان نيدرلوف وفراك هاوتبيل. ومن أعمال سلابي الأخرى ايضاً فيلم «القرار» (باللغة الهولندية De beslissing) وهو فيلم قصير تم عرضه على الشاشة لأول مرة في عام 2011.

## أعماله في التمثيل
| الأفلام        | الأفلام          | الأفلام      | الأفلام                                  |
| السنة          | المنتج           | الدور        | ملاحظات                                  |
| -------------- | ---------------- | ------------ | ---------------------------------------- |
| 2011           | الغاضب           | حكيم         | باللغة الهولندية Razend                  |
| 2014           | القرار           | كريم         | فيلم قصير باللغة الهولندية De Beslissing |
| 2015           | اسبانغس - ها نحن | ايمان لوكيلي | لا يزال تحت الإعداد                      |
| مسلسلات        |                  |              |                                          |
| السنة          | إنتاج            | الدور        | ملاحظات                                  |
| 2010- حتى الآن | اسبانغس          | ايمان        | باللغة الهولندية SpangaS                 |
| 2013           | آف               | فاروق        | باللغة الهولندية Aaf                     |

## نموذج من أعماله
إيمان في لحظة انفعال في إحدى حلقلت مسلسل اسبانغس بعد اتهامه من قبل ميريل وصديقتيها بأنه دفع ميريل عمدا لتسقط في مجرى الماء خارج المدرسة والإساءة إليه.

## روابط خارجية
- حسن سلابي على موقع IMDb (الإنجليزية)
- حسن سلابي على موقع قاعدة بيانات الفيلم (الإنجليزية)